# Strada romana di Ankara

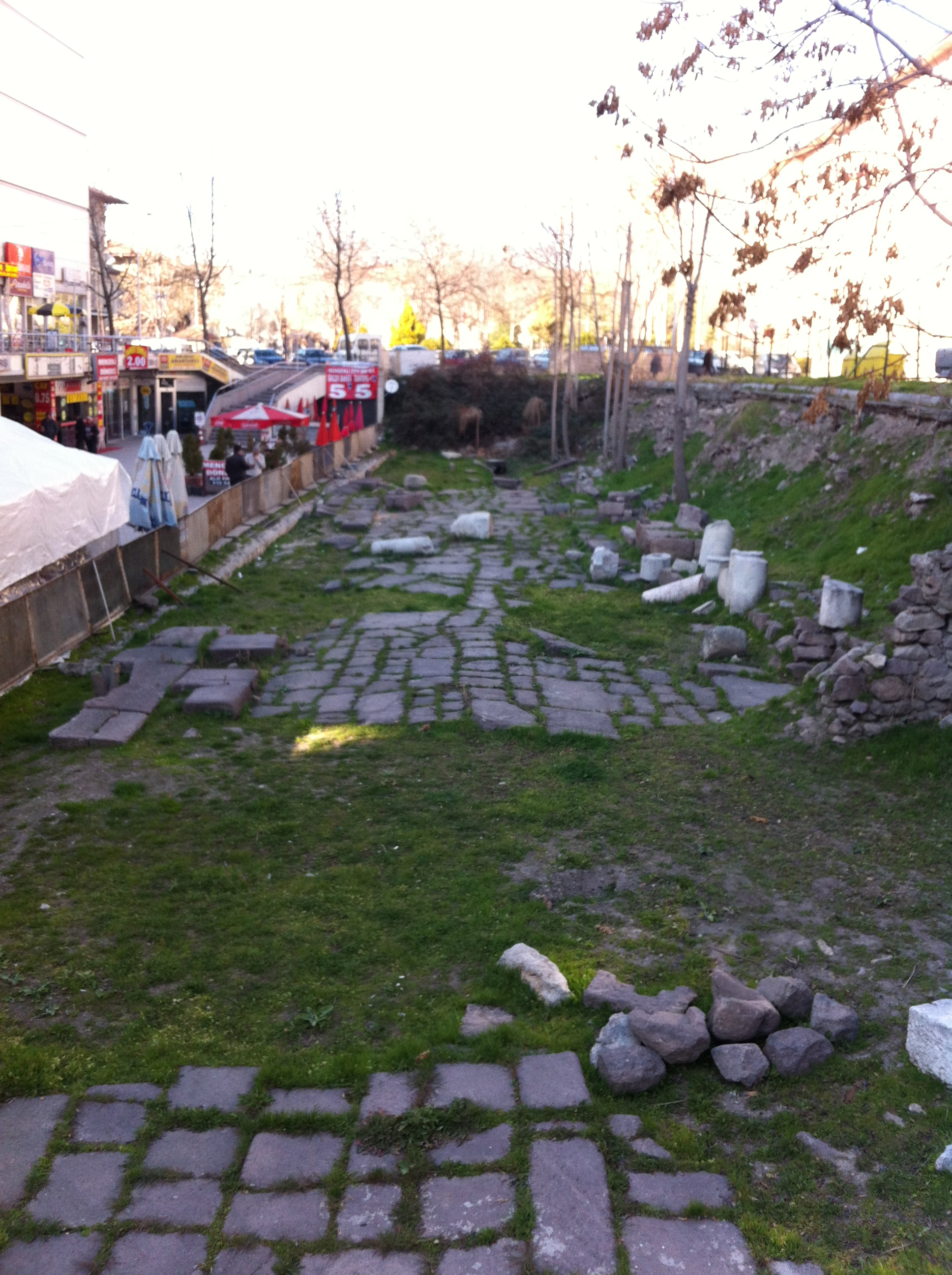
Un tratto della strada

La strada romana di Ankara o Cardo Maximus è un'antica strada romana ad Ankara, la capitale della Turchia. La strada è stata ritrovata nel 1995 dall'archeologo turco Cevdet Bayburtluoğlu. È lunga 216 metri (709 piedi nel sistema anglosassone) e misura 6,7 metri (22 piedi) di larghezza. Molti manufatti antichi sono stati scoperti durante gli scavi lungo la strada e la maggior parte di essi è attualmente esposta al Museo delle civiltà anatoliche.